# ヨハン・フォン・エーヴァルト

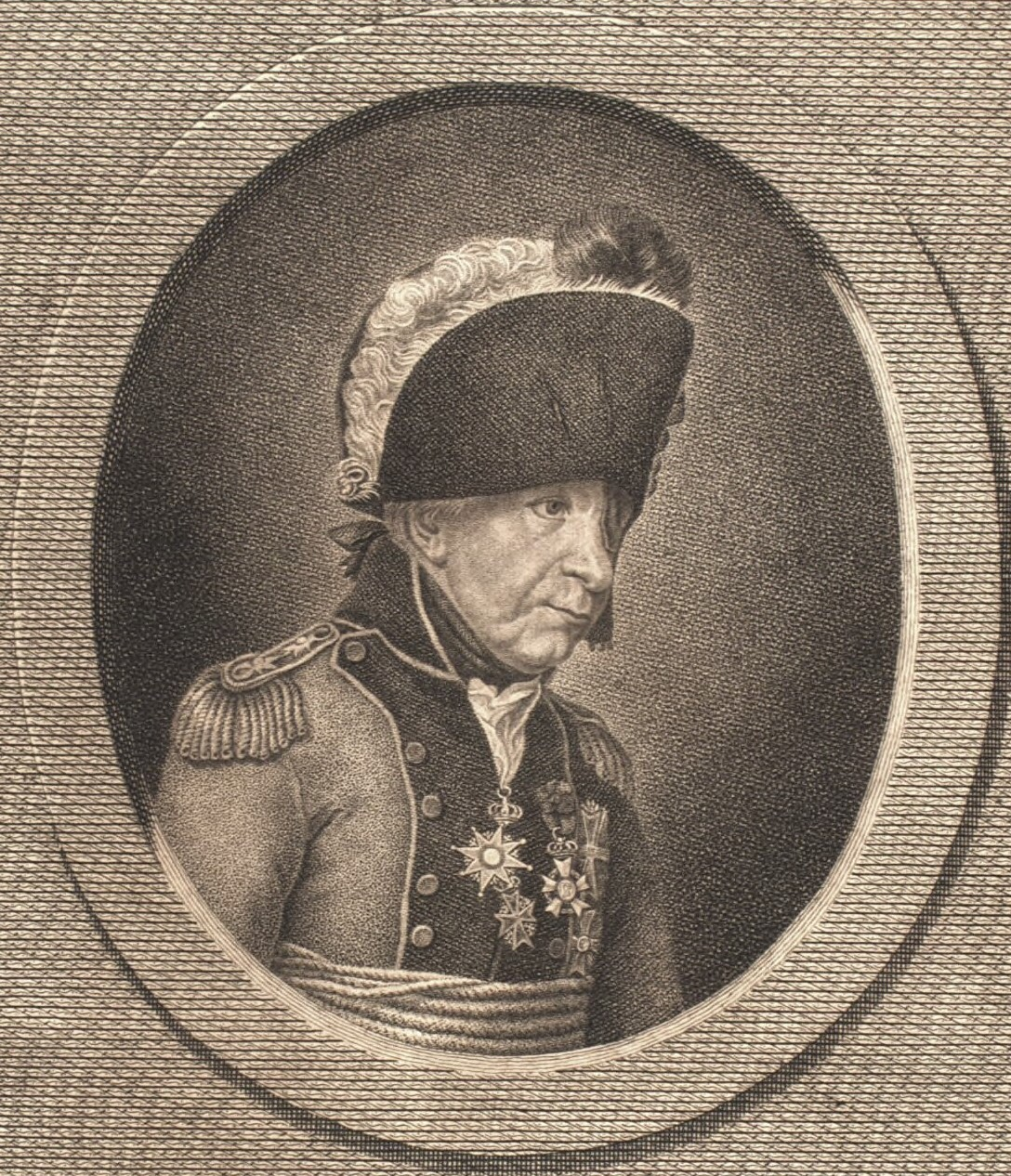
デンマーク軍の将官の制服に身を包んだヨハン・フォン・エーヴァルト、1800年頃。ハインリヒ・ヤーコプ・アルデンラートの絵画に基づく、C.A.イェンセンの1835年のスケッチ。フレデリクスボー城所蔵。

ヨハン・エーヴァルト（ドイツ語: Johann Ewald、後にヨハン・フォン・エーヴァルト（ドイツ語: Johann von Ewald）、1744年3月20日、カッセル - 1813年6月25日、キール）は士官、そして軍事の専門家。
ヘッセン＝カッセル方伯領の野戦猟兵軍団に所属する大尉としてアメリカ独立戦争に参加しており、パルチザン戦術の専門家であった。その著書、『Über den kleinen Krieg』（『小さな戦争について』）は、このような形態の戦争行為について専門的に記された最初期の書物とされている。彼はアメリカ独立戦争の間に、体験した戦闘や観察について多くの著述を含む詳細な日記を書き残している。ヨーロッパに帰還した後は、デンマーク王国の軍に仕え、ナポレオン戦争の時代には現役の将官として参戦し、指揮を執った。

## 来歴と私生活
ヨハン・エーヴァルトはゲオルク・ハインリヒ・エーヴァルトとブライトハウプト家のカタリーナ・エリザベート夫妻の息子としてカッセルで生まれた。父親は市の郵便局の局長として、簿記係の職に就いていた。その父の死後、彼はひとまず母親に、そして母の没後は祖母に養育されている。1758年7月23日、彼はカッセルから東のザンダースハウゼンで七年戦争の戦闘（ザンダースハウゼンの戦い）を目撃し、14歳の少年として軍務に魅了されるようになった。
1760年、士官候補生としてヘッセン＝カッセル軍に入隊する。そしてエーヴァルトは1788年に、カッセル出身のズザンネ・ウンゲヴィッターと結婚した。1813年、キール近郊の所領で没した時、彼は五人の娘と一人の息子を残している。その息子、カール・フォン・エーヴァルトは後に父親の伝記を公開した。ヨハン・フォン・エーヴァルトは第二次世界大戦の際、連合国軍による空襲で破壊されたザンクト・ゲオルク（現在のザンクト・ユルゲン）教会の墓地 (de:St.-Jürgen-Friedhof) に埋葬された。

## 軍歴
エーヴァルトは1760年、16歳の時にアイテル・フォン・ギルザ (de:Gilsa (Adelsgeschlecht)) 歩兵連隊に配属され、七年戦争の数々の戦いに参加する。1761年、彼はマスケット銃の銃弾によって右脚を負傷したが、三か月で軍務に復帰し、その勇気によって准尉 (Fähnrich) に昇進した。そして1762年11月の講和までに、他の戦いに参加している。1766年には中尉に昇進した。1770年、決闘で重傷を負い、左目を失う。傷が癒えた後、彼はカッセルのカロリーヌム (de:Collegium Carolinum) でヤーコプ・モーヴィヨン (Jakob Mauvillon) に師事して軍事学を修め、1774年には初の論文を公開し、ヘッセン＝カッセル方伯フリードリヒ2世に称賛された。
同年、近衛猟兵の指揮を託され、大尉に昇進する。林業者や猟師から募兵された猟兵はライフリングを施した小銃を使用し、優れた狙撃手として知られていた。当時としては一般的な行動ではなかったものの、ヘッセン＝カッセル方伯フリードリヒ2世もイギリスに味方してアメリカで戦わせるべく、部隊をその王室のために召集した。三か月半にわたる大西洋横断の後、エーヴァルトは1776年10月3日にニューヨークに到着する。そして、同月中にも戦闘に参加した。
エーヴァルトは早期に、イギリス側の戦術が敵を打ち破ることではなく、13植民地の民を再び王冠の下に引き戻すことにあると気づく。彼は勇敢、大胆にして攻撃的であり、奇襲を好む士官であった。彼の部隊、「グリーンコーツ」（Greencoats、「緑衣の者たち」）は大陸軍に恐れられていた。そしてアメリカ独立戦争の間にニューヨーク、ニュージャージーやフィラデルフィア、チャールストンやヨークタウンへの遠征に参加している。1781年10月、チャールズ・コーンウォリス少将がヨークタウンの戦いで降伏すると、彼もまた捕虜となったが、職業軍人およびパルチザン戦の専門家として敵軍と友軍双方からの敬意を勝ち得た。ヘンリー・ノックス少将は彼に、客分としてウェストポイントの視察を許可している。
1783年、ヘッセンに帰還するとエーヴァルトはその経験を『Über den kleinen Krieg』（『小さな戦争について』、マールブルク、1785年）に書きとどめ、フリードリヒ大王をはじめとする読者の好評を得た。しかし、その経験や功績にも拘わらず彼は平民としての出自を理由に、昇進を見送られている。後の1788年、彼は猟兵軍団の軍団長としてデンマーク軍に移籍した。その二年後には貴族に叙せられ、1801年にハンブルクの軍の指揮権を託される。
1806年、彼は前衛の少将としてデンマーク王国の中立侵犯に繋がりかねない、フランス軍およびプロイセン軍によるホルシュタインへの侵入を阻止した。翌年、シェラン島をイギリス軍から守るとキール市の総督に任命される。1809年には、フェルディナント・フォン・シル (Ferdinand von Schill) 少佐を追うフランス軍を支援していたデンマーク軍の指揮官としてシュトラールズントを攻囲し、軍功を立てた。続いて中将に昇進すると、ホルシュタインの軍の指揮権を託される。
1812年、彼はフランス第11軍団に合流する予定となっていた、1個師団1万名の指揮を執ることになった。しかし病気によってそれを返上せざるを得ず、間もなくキール近郊の所領で没した。

## 著書
- Gedanken eines hessischen Officiers, was man bey Führung eines Detaschements zu thun hat（『あるヘッセン軍士官による、分遣隊を指揮する際の考察』）、1774年初版。
- Abhandlung über den kleinen Krieg. （『小さな戦争に関する論文』）、1785年初版。
- Diary of the American War. Joseph P. Tustinによる翻訳と出版。Yale University Press. 1979年。

## 関連書籍
- Joseph P. Tustin: Johann Ewald. Diary of the American War. Yale University Press, New Haven, Conn. 1979, ISBN 0-300-02153-4.
- Rochus Freiherr von Liliencron (1877). "Ewald, Johann von". Allgemeine Deutsche Biographie (ドイツ語). Vol. 6. Leipzig: Duncker & Humblot. pp. 443–444.

## 個別の典拠
1. 1 2  Tustin, p. XXIV.
2. ↑  Tustin, p. XXV.
3. ↑  Tustin, p. XXVII.
4. 1 2  Tustin, p. XXXI.